# Yōko Shimada
Yōko Shimada (jap. 島田 陽子 Shimada Yōko; ur. 17 maja 1953 w Kumamoto, zm. 25 lipca 2022 w Tokio) – japońska aktorka, najbardziej znana zachodniej publiczności jako odtwórczyni roli Mariko w serialu telewizyjnym Szogun.

## Życiorys
Yōko Shimada była początkowo tancerką w słynnej grupie baletowej Maki Asami. Jako aktorka zadebiutowała w wieku trzynastu lat. W latach siedemdziesiątych XX wieku występowała w wielu japońskich produkcjach filmowych, takich jak Kamen Rider (1971), czy Aiko Sleep (1972). Później, kiedy opanowała język angielski, pojawiać się zaczęła w filmach anglojęzycznych. Szeroką, międzynarodową sławę przyniosła jej rola Mariko w brytyjskim serialu telewizyjnym Szogun. 
Przez kilka ostatnich lat miała problemy związane z uzależnieniem od alkoholu i hazardu. Przez pewien czas mieszkała w Nowym Jorku, później w Tokio, w dzielnicy Shinjuku. 
W 2011 roku wystąpiła w dwóch filmach dla dorosłych, szokując wieloletnich fanów.
Zmarła 25 lipca 2022 w tokijskim szpitalu na raka jelita grubego.

## Wybrana filmografia
| Rok  | Tytuł                                                                                           | Rola                                               | Kraj produkcji             | Źródło |
| ---- | ----------------------------------------------------------------------------------------------- | -------------------------------------------------- | -------------------------- | ------ |
| 1971 | Kamen Rider (jap. ゴーゴー仮面ライダー Gō gō Kamen Raidā)                                       | Hiromi Nohara (jap. 野原 ひろみ Nohara Hiromi)     | Japonia                    |        |
| 1972 | Hajimete no tabi (jap. 初めての旅)                                                              |                                                    | Japonia                    | [ 4 ]  |
| 1972 | Hajimete no ai (jap. 初めての愛)                                                                | Mitsuyo Sakamoto (jap. 坂本 光代 Sakamoto Mitsuyo) | Japonia                    |        |
| 1974 | Zamek z piasku (jap. 砂の器 Suna no utsuwa)                                                     | Rieko Takagi (jap. 高木 理恵子 Takagi Rieko)       | Japonia                    | [ 5 ]  |
| 1975 | Jestem kotem (jap. 吾輩は猫である Wagahai wa neko de aru)                                       | Yukie (jap. 雪江)                                  | Japonia                    | [ 6 ]  |
| 1976 | Truck yarō: bōkyō ichibanboshi (jap. トラック野郎・望郷一番星 Torakku yarō: bōkyō ichibanboshi) | Akiko Mikami (jap. 三上亜 希子 Mikami Akiko)       | Japonia                    | [ 7 ]  |
| 1976 | Inugamike no ichizoku (jap. 犬神家の一族)                                                       | Tamayo Nonomiya (jap. 野々宮 珠世 Nonomiya Tamayo) | Japonia                    | [ 8 ]  |
| 1979 | Hakuchū no shikaku (jap. 白昼の死角)                                                            | Ayaka (jap. 綾香)                                  | Japonia                    |        |
| 1979 | Ōgon no inu (jap. 黄金の犬)                                                                     | Reiko Kitamori (jap. 北守 礼子 Kitamori Reiko)     | Japonia                    | [ 9 ]  |
| 1980 | Szogun (ang. Shogun)                                                                            | Mariko Toda (jap. 戸田 まり子 Toda Mariko)         | USA Japonia                | [ 10 ] |
| 1988 | Hanazono no meikyū (jap. 花園の迷宮)                                                            | Tae Akimoto (jap. 秋元 多恵 Akimoto Tae)           | Japonia                    |        |
| 1995 | W potrzasku (ang.The Hunted)                                                                    | Mieko Takeda (jap. 武田 美恵子 Takeda Mieko)       | USA                        | [ 11 ] |
| 1995 | Wybrany (ang. Crying Freeman)                                                                   | Kimie Hanada (jap. 花田 君江 Hanada Kimie)         | Francja Japonia Kanada USA | [ 12 ] |
| 2000 | Yingxiong zheng chengong                                                                        | matka Gonga                                        | Chiny Hongkong             | [ 13 ] |

### Filmy dla dorosłych
| #    | Data       | Tytuł           | Kod wideo | Producent | Uwagi                | Przy.  |
| 2011 |            |                 |           |           |                      |        |
| 1    | 1 stycznia | 密会 島田陽子   | TEK-032   | Muteki    | Czas trwania 60 min. | [ 14 ] |
| 2    | 1 lutego   | 不貞愛 島田陽子 | TEK-034   | Muteki    | Czas trwania 60 min. | [ 15 ] |